# Brigitte Kronauerová
Brigitte Kronauerová (nepřechýleně Brigitte Kronauer, 29. prosince 1940, Essen – 22. července 2019, Hamburk) byla německá spisovatelka. V roce 2005 se stala laureátkou ceny Georga Büchnera a Literární ceny města Brémy.

## Život a dílo
Narodila se jako dcera prokuristy, jenž upadl v období druhé světové války do zajetí. Vyrůstala v německé Bochumi a Cáchách. Na univerzitě v Kolíně a Cáchách studovala germanistiku, sociologii a pedagogiku.
Žila jako spisovatelka na volné noze v Hamburku.

### Přehled děl v originále (výběr)

#### Romány
- Gewäsch und Gewimmel : Roman. Stuttgart: Klett-Cotta, 2013. 611 S.
- Verlangen nach Musik und Gebirge : Roman. 2. vyd. Stuttgart: Klett-Cotta, 2004. 389 S.
- Berittener Bogenschütze : Roman. 4. Aufl. Stuttgart: Klett-Cotta, 1989. 417 S.
- Rita Münster : Roman. 3. Aufl. Stuttgart: Klett-Cotta, 1988. 271 S.

#### Ostatní
- Die Augen sanft und wilde : Balladen. Stuttgart: Reclam, 2014. 307 S.
- Favoriten: Aufsatze zur Literatur. Stuttgart: Klett-Cotta, 2010. 198 S.
- Die Tricks der Diva : Geschichten. Stuttgart: Philipp Reclam, 2004. 112 S.

### České překlady
K červenci roku 2019 nejsou v databázi NK ČR evidovány žádné české překlady jejích dosud vydaných děl.